# Medicago rotata
Medicago rotata là một loài thực vật trong chi Medicago. Nó được tìm thấy chủ yếu trong khu vực miền đông bồn địa Địa Trung Hải, từ Thổ Nhĩ Kỳ tới Israel. Nó tạo thành quan hệ cộng sinh với vi khuẩn Sinorhizobium medicae, loài có khả năng cố định đạm.

## Thư viện ảnh

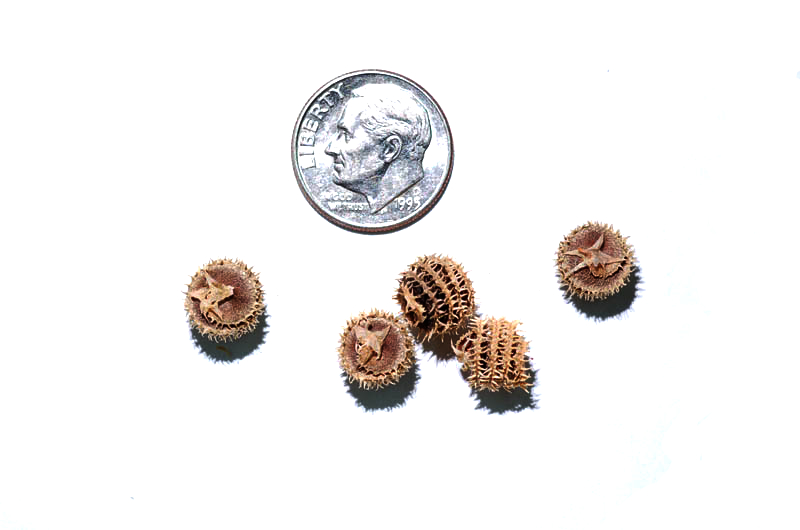
Quả đậu
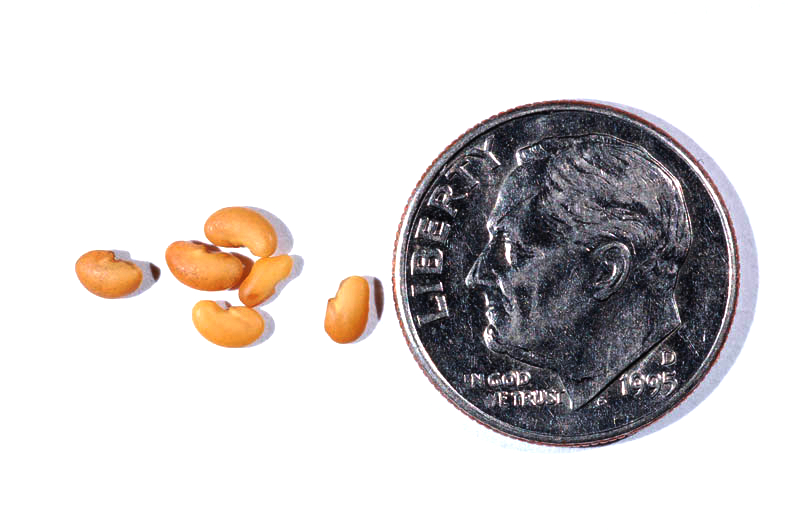
Hạt